# بيتي-بور
بيتي-بور (بالفرنسية: Petit-Bourg)‏ هي بلدية فرنسية يسكنها 23729 نسمة (حسب إحصاء 1 يناير 2011)، وهي تقع في إقليم جوادلوب في جزر الأنتيل الصغرى.